# Príncipe Bernadotte
Príncipe Bernadotte es un título nobiliario que ha sido otorgado por distintos monarcas a varios príncipes de la familia Bernadotte que tras contraer matrimonio morganático, fueron privados de sus títulos suecos.·.
Hace referencia al apellido francés de la dinastía real fundada por Carlos XIV Juan de Suecia y III de Noruega, la casa de Bernadotte.
En todos los casos el título ha sido concedido de manera unipersonal y no hereditaria.